# Jaroslav Maňásek
Jaroslav Maňásek (6. dubna 1943 – 29. června 2006 Mladá Boleslav[zdroj?]) byl český politik, v 90. letech 20. století a počátkem 21. století poslanec Poslanecké sněmovny za ČSSD.

## Biografie
Ve volbách v roce 1996 byl zvolen do poslanecké sněmovny za ČSSD (volební obvod Středočeský kraj). Profesně se uvádí jako učitel. Mandát obhájil ve volbách v roce 1998 a ve sněmovně setrval do voleb v roce 2002. Byl členem sněmovního výboru pro vědu, vzdělání, kulturu, mládež a tělovýchovu a v letech 2001-2002 i členem volebního výboru.
V komunálních volbách roku 1994, komunálních volbách roku 1998 a komunálních volbách roku 2002 byl zvolen do zastupitelstva města Mladá Boleslav za ČSSD. Profesně se k roku 2002 uváděl jako učitel. V roce 2002 byl zmiňován jako předseda okresní organizace sociálních demokratů na Mladoboleslavsku.